# Cincinnati Open 2018 - Qualificazioni singolare femminile
Le qualificazioni del singolare femminile del Cincinnati Open 2018 sono state un torneo di tennis preliminare per accedere alla fase finale della manifestazione. Le vincitrici dell'ultimo turno sono entrate di diritto nel tabellone principale. In caso di ritiro di una o più giocatrici aventi diritto a queste sono subentrati le lucky loser, ossia le giocatrici che hanno perso nell'ultimo turno ma che avevano una classifica più alta rispetto alle altre partecipanti che avevano comunque perso nel turno finale.

## Teste di serie
1. Alizé Cornet (qualificata)
2. Aliaksandra Sasnovich (qualificata)
3. Donna Vekić (ultimo turno)
4. Camila Giorgi (ultimo turno, lucky loser)
5. Alison Van Uytvanck (primo turno, ritirata)
6. Hsieh Su-wei (primo turno)
7. Belinda Bencic (primo turno)
8. Kirsten Flipkens (primo turno)
9. Kaia Kanepi (qualificata)
10. Yulia Putintseva (ultimo turno)
11. Petra Martić (qualificata)
12. Sorana Cîrstea (ultimo turno)

1. Viktória Kužmová (qualificata)
2. Ajla Tomljanović (qualificata)
3. Magda Linette (primo turno)
4. Zarina Diyas (ultimo turno)
5. Samantha Stosur (primo turno)
6. Vera Lapko (ultimo turno)
7. Jennifer Brady (ultimo turno)
8. Sofia Kenin (ultimo turno)
9. Monica Niculescu (primo turno)
10. Mónica Puig (primo turno)
11. Rebecca Peterson (qualificata)
12. Sachia Vickery (primo turno)

## Qualificate
1. Alizé Cornet
2. Aliaksandra Sasnovich
3. Ana Bogdan
4. Viktória Kužmová
5. Stefanie Vögele
6. Tatjana Maria

1. Varvara Lepchenko
2. Allie Kiick
3. Kaia Kanepi
4. Rebecca Peterson
5. Petra Martić
6. Ajla Tomljanović

### Lucky loser
1. Camila Giorgi

## Tabellone

### Legenda
| - Q = Qualificato - WC = Wild card - LL = Lucky loser | - ALT = Alternate - SE = Special Exempt - PR = Protected Ranking | - w/o = Walkover - r = Ritirato - d = Squalificato |

### Sezione 1
|  | Primo turno | Primo turno          | Primo turno          | Primo turno | Primo turno |  |  | Ultimo turno | Ultimo turno | Ultimo turno | Ultimo turno | Ultimo turno |  |
|  |             |                      |                      |             |             |  |  |              |              |              |              |              |  |
|  | 1           | Alizé Cornet         | Alizé Cornet         | 6           | 6           |  |  |              |              |              |              |              |  |
|  |             | Nicole Gibbs         | Nicole Gibbs         | 2           | 1           |  |  | 1            | Alizé Cornet | Alizé Cornet | 6            | 6            |  |
|  | WC          | Francesca Di Lorenzo | Francesca Di Lorenzo | 3           | 3           |  |  | 20           | Sofia Kenin  | Sofia Kenin  | 1            | 3            |  |
|  | 20          | Sofia Kenin          | Sofia Kenin          | 6           | 6           |  |  |              |              |              |              |              |  |

### Sezione 2
|  | Primo turno | Primo turno           | Primo turno   | Primo turno | Primo turno |  |  | Ultimo turno | Ultimo turno          | Ultimo turno          | Ultimo turno | Ultimo turno |  |
|  |             |                       |               |             |             |  |  |              |                       |                       |              |              |  |
|  | 2           | Aliaksandra Sasnovich | 2             | 7           | 6           |  |  |              |                       |                       |              |              |  |
|  |             | Alison Riske          | 6             | 5           | 2           |  |  | 2            | Aliaksandra Sasnovich | Aliaksandra Sasnovich | 7            | 6            |  |
|  |             | Anna Blinkova         | Anna Blinkova | 3           | 5           |  |  | 18           | Vera Lapko            | Vera Lapko            | 65           | 2            |  |
|  | 18          | Vera Lapko            | Vera Lapko    | 6           | 7           |  |  |              |                       |                       |              |              |  |

### Sezione 3
|  | Primo turno | Primo turno      | Primo turno      | Primo turno | Primo turno |  |  | Ultimo turno | Ultimo turno | Ultimo turno | Ultimo turno | Ultimo turno |  |
|  |             |                  |                  |             |             |  |  |              |              |              |              |              |  |
|  | 3           | Donna Vekić      | Donna Vekić      | 6           | 6           |  |  |              |              |              |              |              |  |
|  |             | Andrea Petković  | Andrea Petković  | 3           | 3           |  |  | 3            | Donna Vekić  | Donna Vekić  | 3            | 2            |  |
|  |             | Ana Bogdan       | Ana Bogdan       | 6           | 7           |  |  |              | Ana Bogdan   | Ana Bogdan   | 6            | 6            |  |
|  | 21          | Monica Niculescu | Monica Niculescu | 2           | 68          |  |  |              |              |              |              |              |  |

### Sezione 4
|  | Primo turno | Primo turno       | Primo turno       | Primo turno | Primo turno |  |  | Ultimo turno | Ultimo turno     | Ultimo turno | Ultimo turno | Ultimo turno |  |
|  |             |                   |                   |             |             |  |  |              |                  |              |              |              |  |
|  | 4           | Camila Giorgi     | Camila Giorgi     | 6           | 6           |  |  |              |                  |              |              |              |  |
|  |             | Lara Arruabarrena | Lara Arruabarrena | 3           | 4           |  |  | 4            | Camila Giorgi    | 6            | 3            | 5            |  |
|  | WC          | Caroline Dolehide | Caroline Dolehide | 4           | 4           |  |  | 13           | Viktória Kužmová | 3            | 6            | 7            |  |
|  | 13          | Viktória Kužmová  | Viktória Kužmová  | 6           | 6           |  |  |              |                  |              |              |              |  |

### Sezione 5
|  | Primo turno | Primo turno         | Primo turno     | Primo turno | Primo turno |  |  | Ultimo turno | Ultimo turno    | Ultimo turno    | Ultimo turno | Ultimo turno |  |
|  |             |                     |                 |             |             |  |  |              |                 |                 |              |              |  |
|  | 5           | Alison Van Uytvanck | 6               | 2           | 0r          |  |  |              |                 |                 |              |              |  |
|  | WC          | Jamie Loeb          | 1               | 6           | 3           |  |  | WC           | Jamie Loeb      | Jamie Loeb      | 4            | 1            |  |
|  |             | Stefanie Vögele     | Stefanie Vögele | 6           | 6           |  |  |              | Stefanie Vögele | Stefanie Vögele | 6            | 6            |  |
|  | 22          | Mónica Puig         | Mónica Puig     | 2           | 0           |  |  |              |                 |                 |              |              |  |

### Sezione 6
|  | Primo turno | Primo turno      | Primo turno   | Primo turno | Primo turno |  |  | Ultimo turno | Ultimo turno   | Ultimo turno   | Ultimo turno | Ultimo turno |  |
|  |             |                  |               |             |             |  |  |              |                |                |              |              |  |
|  | 6           | Hsieh Su-wei     | Hsieh Su-wei  | 5           | 3           |  |  |              |                |                |              |              |  |
|  |             | Tatjana Maria    | Tatjana Maria | 7           | 6           |  |  |              | Tatjana Maria  | Tatjana Maria  | 6            | 6            |  |
|  |             | Dalila Jakupovič | 6             | 0           | r           |  |  | 19           | Jennifer Brady | Jennifer Brady | 3            | 2            |  |
|  | 19          | Jennifer Brady   | 2             | 4           |             |  |  |              |                |                |              |              |  |

### Sezione 7
|  | Primo turno | Primo turno       | Primo turno | Primo turno | Primo turno |  |  | Ultimo turno | Ultimo turno      | Ultimo turno | Ultimo turno | Ultimo turno |  |
|  |             |                   |             |             |             |  |  |              |                   |              |              |              |  |
|  | 7           | Belinda Bencic    | 7           | 63          | 3           |  |  |              |                   |              |              |              |  |
|  |             | Christina McHale  | 5           | 7           | 6           |  |  |              | Christina McHale  | 3            | 6            | 2            |  |
|  |             | Varvara Lepchenko | 4           | 6           | 6           |  |  |              | Varvara Lepchenko | 6            | 2            | 6            |  |
|  | 24          | Sachia Vickery    | 6           | 3           | 4           |  |  |              |                   |              |              |              |  |

### Sezione 8
|  | Primo turno | Primo turno           | Primo turno           | Primo turno | Primo turno |  |  | Ultimo turno | Ultimo turno          | Ultimo turno          | Ultimo turno | Ultimo turno |  |
|  |             |                       |                       |             |             |  |  |              |                       |                       |              |              |  |
|  | 8           | Kirsten Flipkens      | Kirsten Flipkens      | 3           | 3           |  |  |              |                       |                       |              |              |  |
|  |             | Natalia Vikhlyantseva | Natalia Vikhlyantseva | 6           | 6           |  |  |              | Natalia Vikhlyantseva | Natalia Vikhlyantseva | 5            | 1            |  |
|  | WC          | Allie Kiick           | Allie Kiick           | 7           | 6           |  |  | WC           | Allie Kiick           | Allie Kiick           | 7            | 6            |  |
|  | 17          | Samantha Stosur       | Samantha Stosur       | 64          | 1           |  |  |              |                       |                       |              |              |  |

### Sezione 9
|  | Primo turno | Primo turno     | Primo turno     | Primo turno | Primo turno |  |  | Ultimo turno | Ultimo turno | Ultimo turno | Ultimo turno | Ultimo turno |  |
|  |             |                 |                 |             |             |  |  |              |              |              |              |              |  |
|  | 9           | Kaia Kanepi     | 4               | 6           | 6           |  |  |              |              |              |              |              |  |
|  | WC          | Sabine Lisicki  | 6               | 4           | 3           |  |  | 9            | Kaia Kanepi  | Kaia Kanepi  | 6            | 6            |  |
|  |             | Evgeniya Rodina | Evgeniya Rodina | 5           | 3           |  |  | 16           | Zarina Diyas | Zarina Diyas | 3            | 3            |  |
|  | 16          | Zarina Diyas    | Zarina Diyas    | 7           | 6           |  |  |              |              |              |              |              |  |

### Sezione 10
|  | Primo turno | Primo turno               | Primo turno               | Primo turno | Primo turno |  |  | Ultimo turno | Ultimo turno     | Ultimo turno     | Ultimo turno | Ultimo turno |  |
|  |             |                           |                           |             |             |  |  |              |                  |                  |              |              |  |
|  | 10          | Yulia Putintseva          | 7                         | 3           | 6           |  |  |              |                  |                  |              |              |  |
|  |             | Johanna Larsson           | 5                         | 6           | 0           |  |  | 10           | Yulia Putintseva | Yulia Putintseva | 4            | 1            |  |
|  |             | Anna Karolína Schmiedlová | Anna Karolína Schmiedlová | 4           | 2           |  |  | 23           | Rebecca Peterson | Rebecca Peterson | 6            | 6            |  |
|  | 23          | Rebecca Peterson          | Rebecca Peterson          | 6           | 6           |  |  |              |                  |                  |              |              |  |

### Sezione 11
|  | Primo turno | Primo turno   | Primo turno  | Primo turno | Primo turno |  |  | Ultimo turno | Ultimo turno  | Ultimo turno  | Ultimo turno | Ultimo turno |  |
|  |             |               |              |             |             |  |  |              |               |               |              |              |  |
|  | 11          | Petra Martić  | Petra Martić | 7           | 6           |  |  |              |               |               |              |              |  |
|  | WC          | Lauren Davis  | Lauren Davis | 5           | 2           |  |  | 11           | Petra Martić  | Petra Martić  | 6            | 6            |  |
|  |             | Bernarda Pera | 6            | 3           | 6           |  |  |              | Bernarda Pera | Bernarda Pera | 2            | 1            |  |
|  | 15          | Magda Linette | 4            | 6           | 3           |  |  |              |               |               |              |              |  |

### Sezione 12
|  | Primo turno | Primo turno      | Primo turno      | Primo turno | Primo turno |  |  | Ultimo turno | Ultimo turno     | Ultimo turno     | Ultimo turno | Ultimo turno |  |
|  |             |                  |                  |             |             |  |  |              |                  |                  |              |              |  |
|  | 12          | Sorana Cîrstea   | 2                | 6           | 6           |  |  |              |                  |                  |              |              |  |
|  | PR          | Vania King       | 6                | 2           | 3           |  |  | 12           | Sorana Cîrstea   | Sorana Cîrstea   | 3            | 2            |  |
|  |             | Kurumi Nara      | Kurumi Nara      | 4           | 3           |  |  | 14           | Ajla Tomljanović | Ajla Tomljanović | 6            | 6            |  |
|  | 14          | Ajla Tomljanović | Ajla Tomljanović | 6           | 6           |  |  |              |                  |                  |              |              |  |